# 杨南金
楊南金（1462年—？），字用章、又字本重，雲南大理府鄧川州人，民籍，明朝政治人物。

## 生平
成化二十二年（1486年）丙午科雲南鄉試第四十二名舉人，弘治十二年（1499年）中式己未科會試第四十四名，三甲第十九名進士。授泰和縣知縣，正德元年（1506年）八月升江西道監察御史，二年（1507年）養病，三年（1508年）正月考察以無疾詐欺，削籍為民，五年（1510年）劉瑾被誅後起復原職，嘉靖元年（1522年）出為湖廣按察司僉事，升湖廣布政使司參議，引疾致仕歸里。
據《重印大理府志》載，楊南金任知縣時，“直節惠政，民有三不動之稱，謂刁詐脅不動，財利惑不動，權豪撓不動。”任監察御史時，“值逆理之黨劉宇任左都御史，欲鉗言官口，楊南金上疏，入堂抗直不屈，解冠帶曰：‘不作此官便了，豈可屈于權奸？’即日出都，行二百里。劉瑾使人捕，不及，除其籍。”（《滇中瑣記》）
楊南金在《重修河堤記》中說：“修築河道待百政之一，尚如此其準，鄧川他政可知交。民食不足，因伴遏之，邊乃徵調又逼之，侵凌強暴又不時魚肉之，誠救死之不暇矣。”在鄧川州築有三宜亭，三宜為“宜休、宜足、宜止”。

## 著作
著有《淬鄉集》、《守土訓》、《三教論》，纂修《鄧川州志》。該等著作均已亡佚，僅《滇詩拾遺補》載其詩五首。

## 家族
曾祖楊隆；祖父楊禮；父楊彥。母段氏。慈侍下。弟楊北珙。